# Arthur Lee
Arthur Lee (Memphis, 7 de março de 1945 – Memphis, 3 de agosto de 2006) foi o enigmático e volátil líder, compositor e guitarrista da lendária banda psicodélica Love, mais conhecida por seu triunfo sônico Forever Changes, de 1967.
Lee foi batizado de Arthur Lee Porter (ou Arthur Taylor Porter, dependendo da fonte). Sua família se mudou de Memphis para Los Angeles, Califórnia, quando ele era criança. Lee disse que foi exposto e inspirado por todos os tipos de música.
Ele era frequentemente comparado a Syd Barrett e Roky Erickson. Barrett, durante sua breve carreira de pop star, conclamava aos quatro cantos que o Love era a principal influência de sua banda, o Pink Floyd.
Arthur morreu em Memphis em agosto de 2006 vítima de leucemia.

## Discografia

### com o Love
- Love (1966)
- Da Capo (1967)
- Forever Changes (1967)
- Four Sail (1969)
- Out Here (1969)
- False Start (1970)
- Reel to Real (1974)
- Love Live (1982)
- Studio/Live (1982)
- Arthur Lee & Love (1992)
- Love Story (1995)

### Solo
- Vindicator (1972)
- Black Beauty (1973)
- Arthur Lee (1981)